# Bundesgartenschau 2005

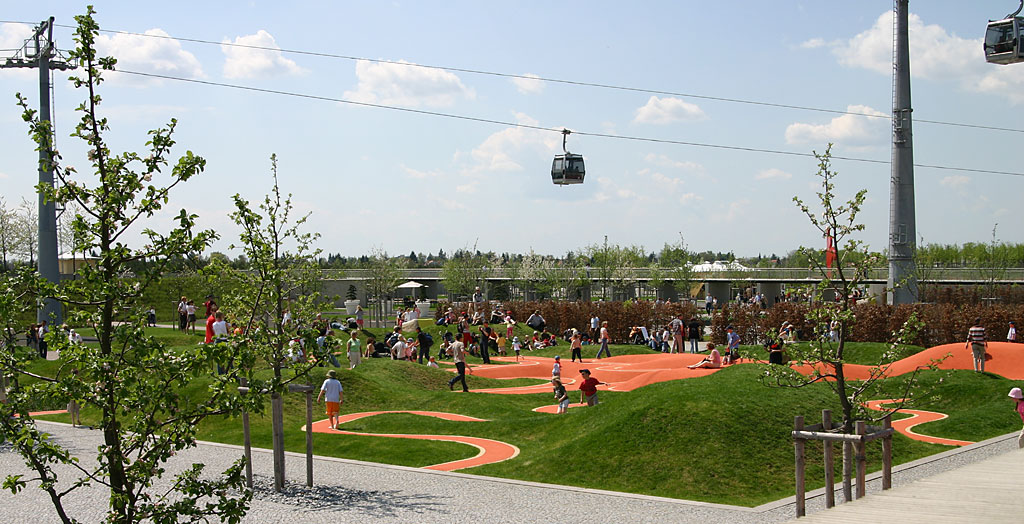
BUGA 2005 à Munich.

Le Bundesgartenschau 2005 (BUGA 2005) est une exposition des jardins qui s'est déroulé à l'Est de Munich, dans le district 15 (Trudering-Riem), du 28 avril au 9 octobre 2005. Elle a été organisée dans un parc de 130 hectares nouvellement construit sur l'ex-site de l'Aéroport de Munich-Riem, le Riemer Park. Près de 8000 événements ont été proposés, et il y a eu jusqu'à 60 000 visiteurs par jour (3 millions au total).
Le BUGA est composé du parc paysager et de son lac, le Badesee.

## Photos

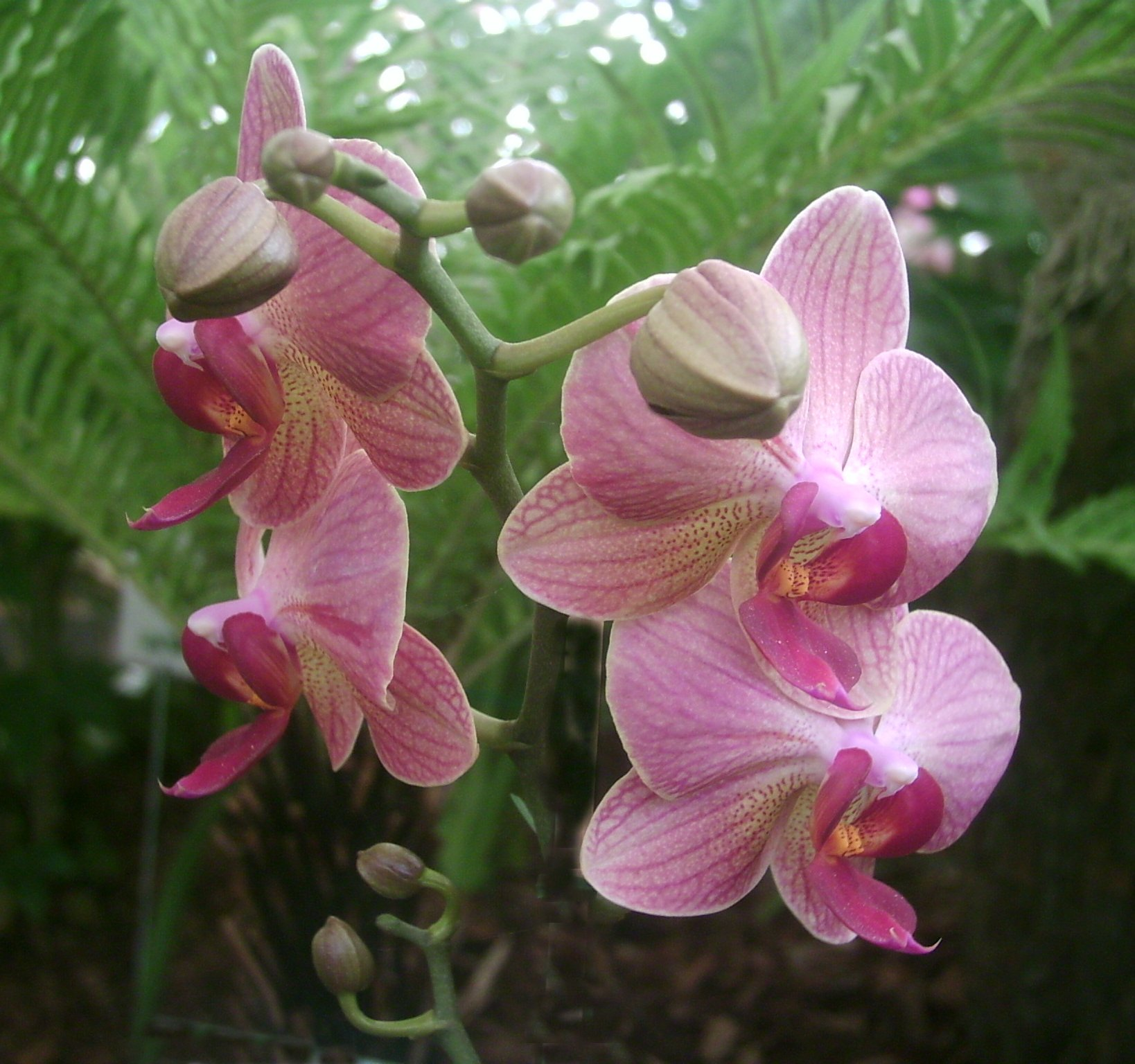
Orchidées
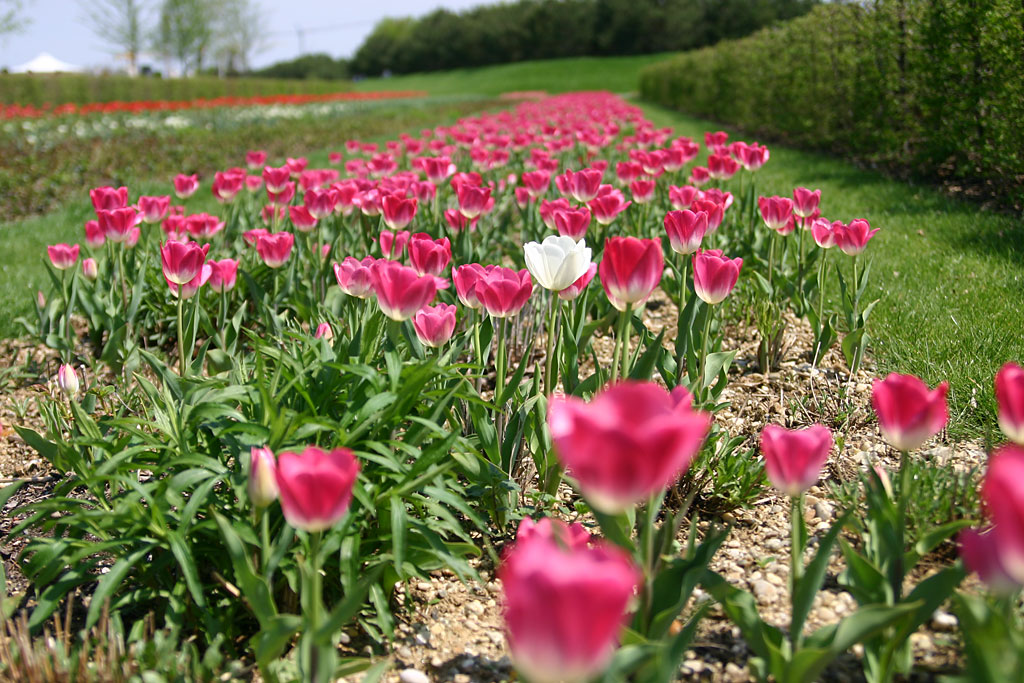
Champ de tulipes (mai 2005)
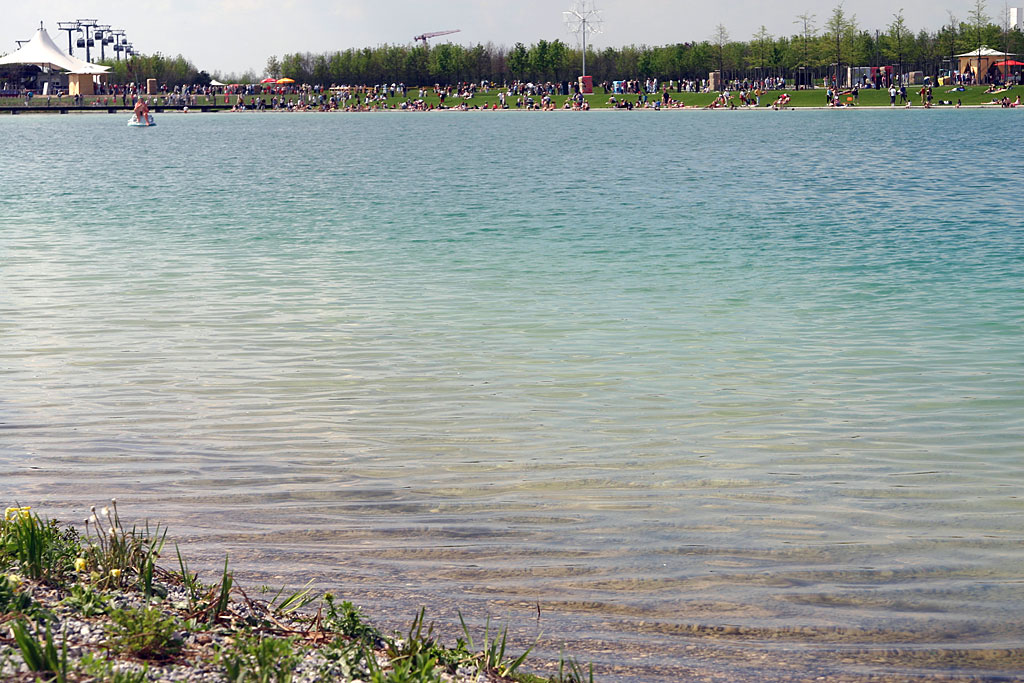
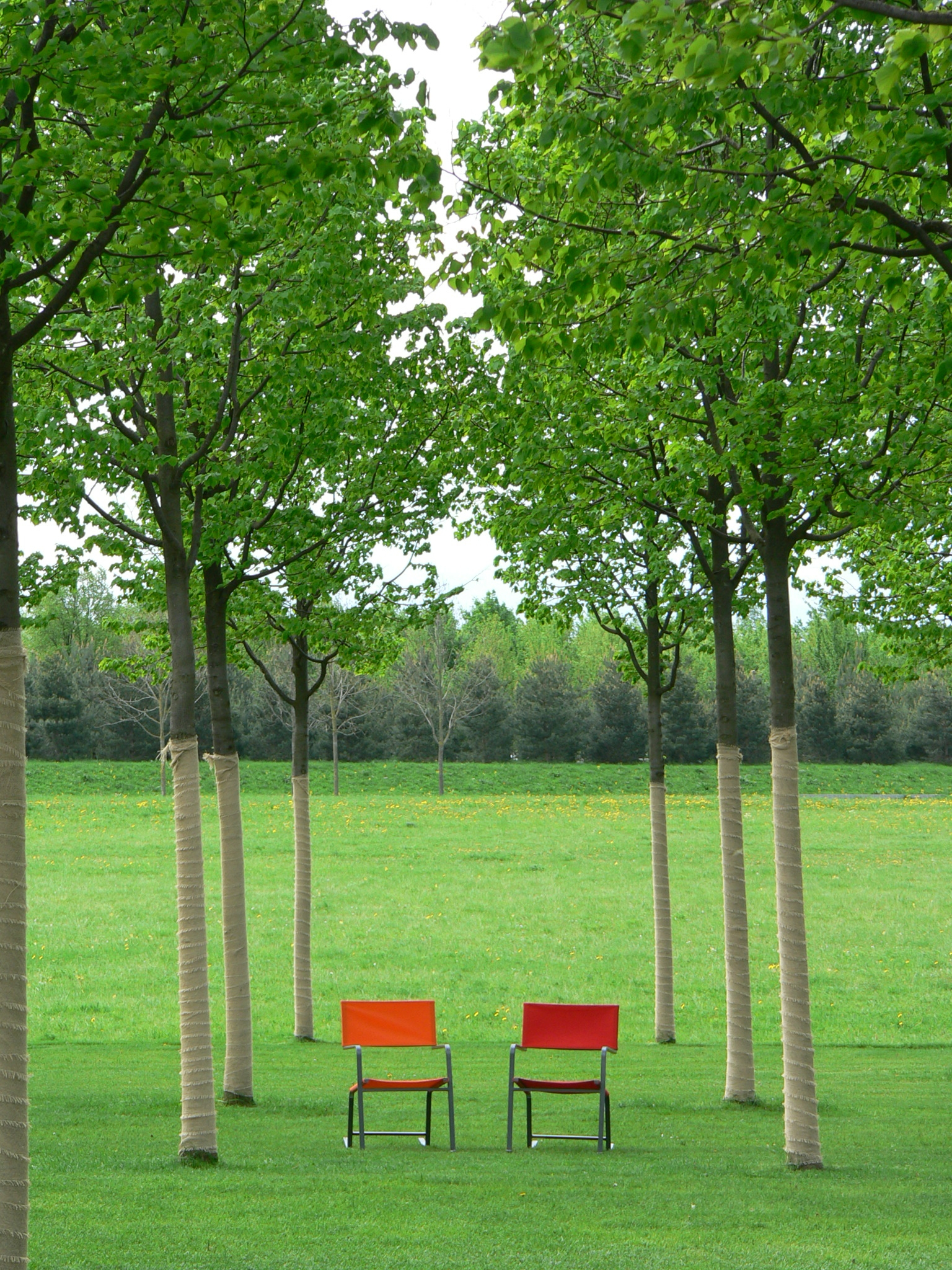
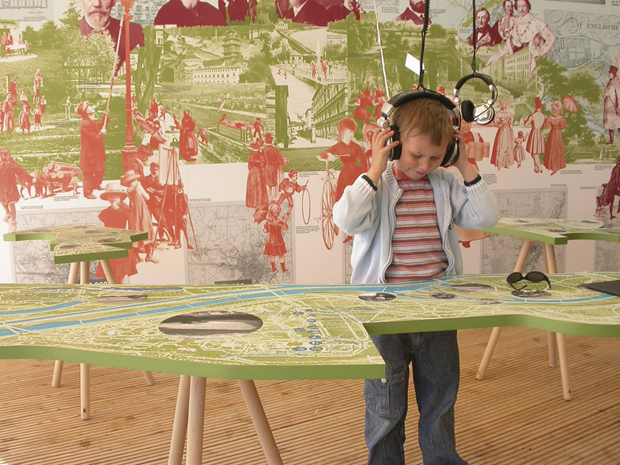
Intérieur du pavillon de la ville de Munich.
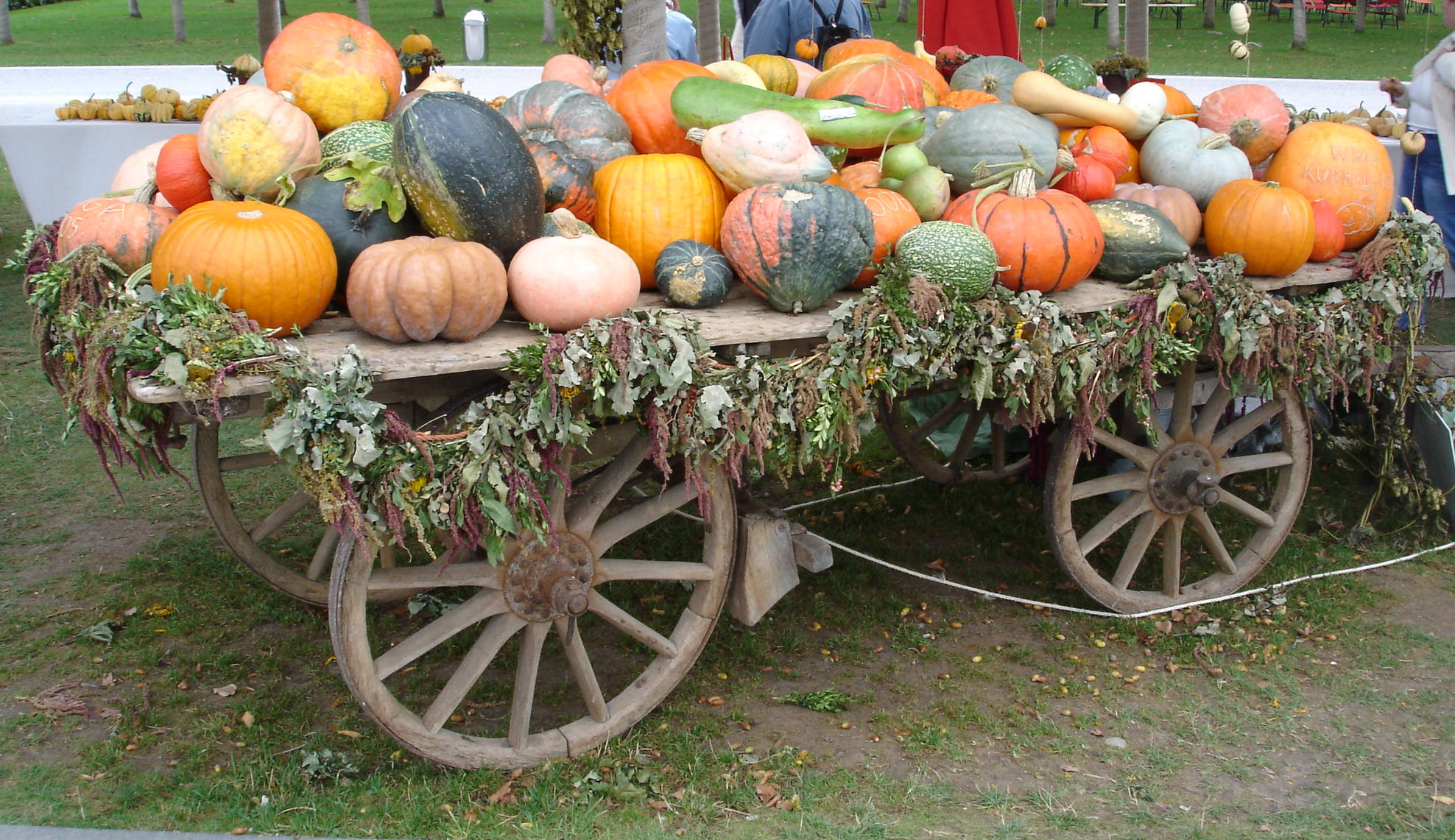

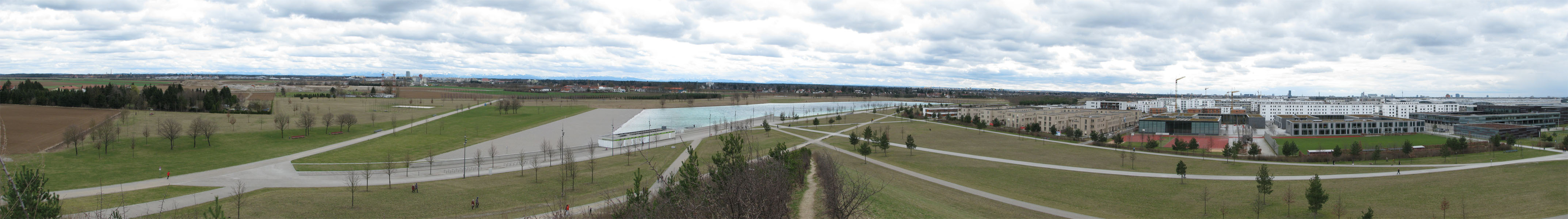
Vue panoramique du site (en 2010).